# تل مشکی
تل مشکی مربوط به دوران پیش از تاریخ ایران باستان - دوران‌های تاریخی پس از اسلام است و در شهرستان ممسنی، بخش مرکزی، روستای تل مشکی واقع شده و این اثر در تاریخ ۱۲ بهمن ۱۳۸۱ با شمارهٔ ثبت ۷۲۱۱ به‌عنوان یکی از آثار ملی ایران به ثبت رسیده است.